# Say Say Say
Say Say Say är en låt med Michael Jackson och Paul McCartney. Låten är skriven av duon, och producerad av George Martin. Låten finns med på McCartneys femte soloalbum Pipes of Peace som släpptes 1983.
"Say Say Say" blev Jacksons sjunde topp-tio-hit under bara ett års tid när den släpptes i oktober 1983. Låten låg etta på topplistorna i bland annat USA, och tvåa i Storbritannien.